# Lijst van slangenhalsschildpadden
Onderstaand een lijst van alle soorten schildpadden uit de familie slangenhalsschildpadden (Chelidae). Er zijn 56 verschillende soorten die verdeeld worden in 15 geslachten. Hiervan zijn zeven geslachten monotypisch, dit wil zeggen dat ze worden vertegenwoordigd door slechts een enkele soort. 
- Soort Acanthochelys macrocephala
- Soort Acanthochelys pallidipectoris
- Soort Acanthochelys radiolata
- Soort Acanthochelys spixii
- Soort Chelodina burrungandjii
- Soort Chelodina canni
- Soort Chelodina colliei
- Soort Chelodina expansa
- Soort Chelodina gunaleni
- Soort Chelodina kuchlingi
- Soort Chelodina longicollis
- Soort Chelodina mccordi
- Soort Chelodina novaeguineae
- Soort Chelodina oblonga
- Soort Chelodina parkeri
- Soort Chelodina pritchardi
- Soort Chelodina reimanni
- Soort Chelodina steindachneri
- Soort Chelodina walloyarrina
- Soort Chelus fimbriatus
- Soort Elseya albagula
- Soort Elseya branderhorsti
- Soort Elseya dentata
- Soort Elseya irwini
- Soort Elseya lavarackorum
- Soort Elseya novaeguineae
- Soort Elseya schultzei
- Soort Elusor macrurus
- Soort Emydura macquarii
- Soort Emydura subglobosa
- Soort Emydura tanybaraga
- Soort Emydura victoriae
- Soort Flaviemys purvisi
- Soort Hydromedusa maximiliani
- Soort Hydromedusa tectifera
- Soort Mesoclemmys dahli
- Soort Mesoclemmys gibba
- Soort Mesoclemmys heliostemma
- Soort Mesoclemmys hogei
- Soort Mesoclemmys nasuta
- Soort Mesoclemmys perplexa
- Soort Mesoclemmys raniceps
- Soort Mesoclemmys tuberculata
- Soort Mesoclemmys vanderhaegei
- Soort Mesoclemmys zuliae
- Soort Myuchelys bellii
- Soort Myuchelys georgesi
- Soort Myuchelys latisternum
- Soort Phrynops geoffroanus
- Soort Phrynops hilarii
- Soort Phrynops tuberosus
- Soort Phrynops williamsi
- Soort Platemys platycephala
- Soort Pseudemydura umbrina
- Soort Rheodytes leukops
- Soort Rhinemys rufipes